# John Andreas Savio

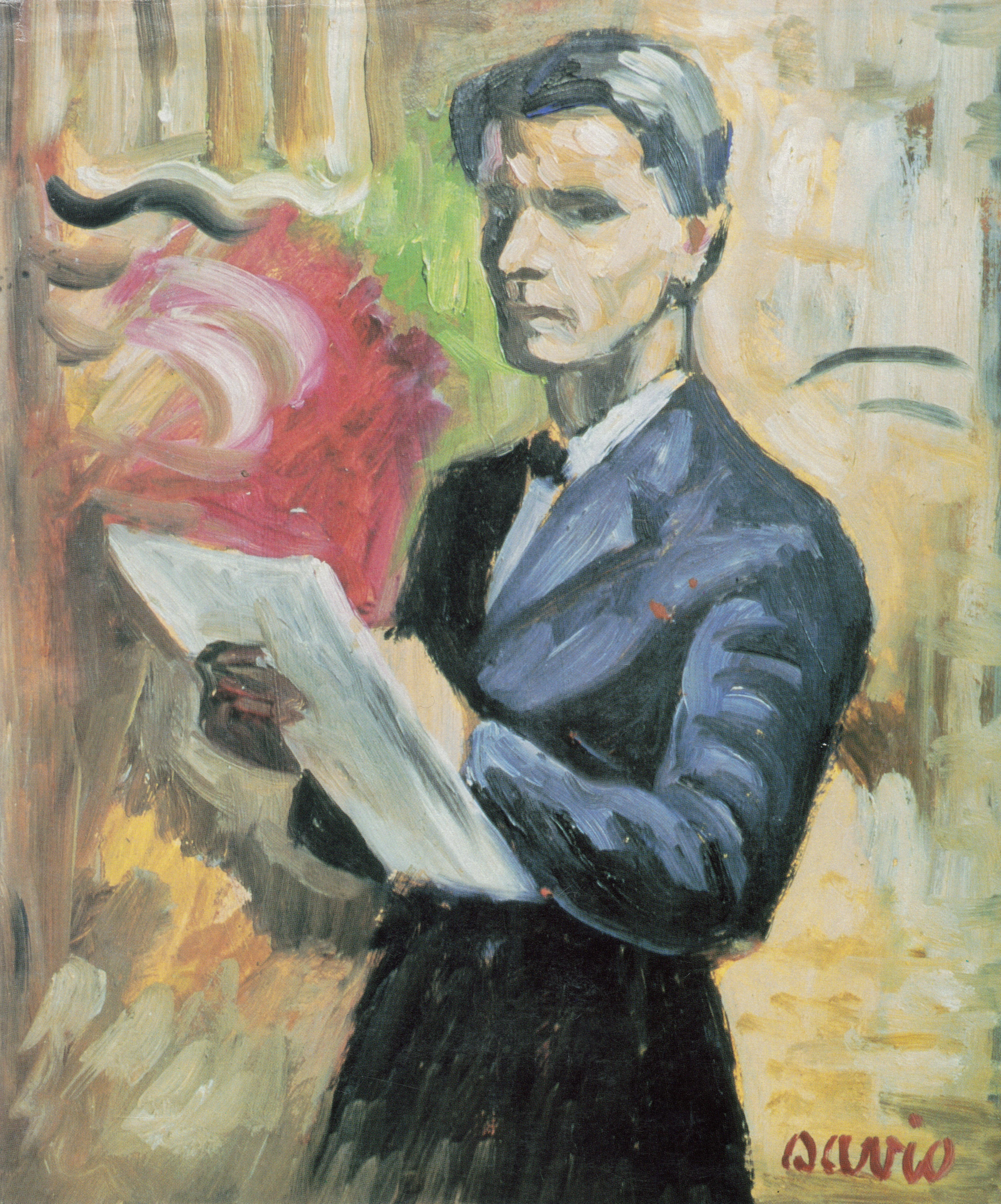
Selbstporträt (1938)

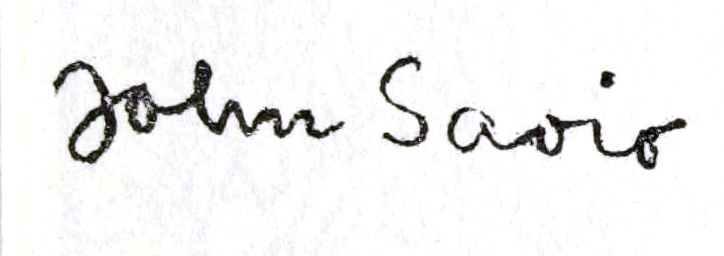
Signatur

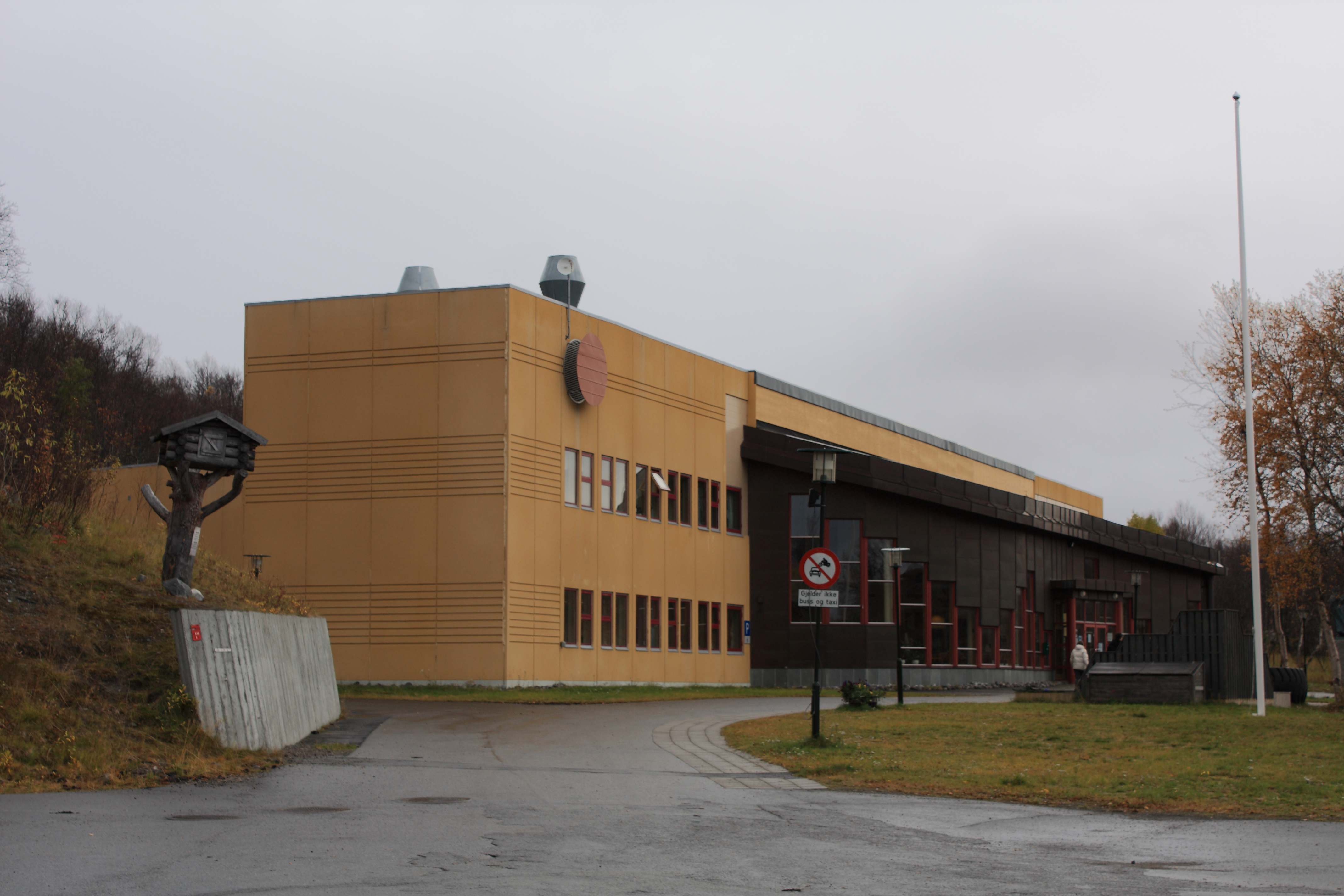
Sør-Varanger Museum Kirkenes

John Andreas Savio (* 28. Januar 1902 in Bugøyfjord, Sør-Varanger; † 13. April 1938 in Oslo) war ein norwegischer Künstler. Er war der erste Angehörige der Samen, der eine formale künstlerische Ausbildung erhielt, nachdem er sich Malen und Holzschnitt zunächst autodidaktisch angeeignet hatte.

## Leben
John Savio verlor seine Eltern schon im Alter von drei Jahren und wuchs bei den Eltern seiner Mutter auf. Nachdem seine Großmutter verstorben war, kam er mit zehn Jahren auf die Schule nach Vardø. Schon dort erwies er sich, unterrichtet von Isak Saba, als talentierter Zeichner. Später besuchte er das Gymnasium in Bodø. 1921 erkrankte er an Tuberkulose und musste sich einer Lungenoperation unterziehen. Von 1922 bis 1924 besuchte und absolvierte er die Norwegische Hochschule für Handwerk und Kunst, die später in der Kunsthochschule Oslo aufging. Er wurde dort auch durch Axel Revold unterrichtet. Es wird vermutet, dass er mit der Technik des Holzschnitts, die dort nicht unterrichtet wurde, in Oslo durch Ausstellungen Edvard Munchs in Kontakt kam. Seine Motive entstammen in der Hauptsache dem Alltag der Rentierwirtschaft seines Volkes. Ausstellungen seiner Werke zu seinen Lebzeiten sind für 1930 und 1932 in Tromsø und 1936 in Paris dokumentiert. 1938 erkrankte er erneut an Tuberkulose und verstarb im Ullevål-Universitätsklinikum.

## Museum und Ausstellung
1994 wurde in Kirkenes das Savio-Museum eröffnet, das seinen Sitz zunächst im alten Bibliotheksgebäude und später in einem gemeinsamen Gebäude mit den Grenzlandmuseum hat. Das Museum erwarb 2016 eine große Anzahl von Werken des Künstlers aus einer Privatsammlung.
Das norwegische Nationalmuseum veranstaltete 2009 eine umfangreiche Einzelausstellung seiner Zeichnungen und des grafischen Werks.

## Galerie

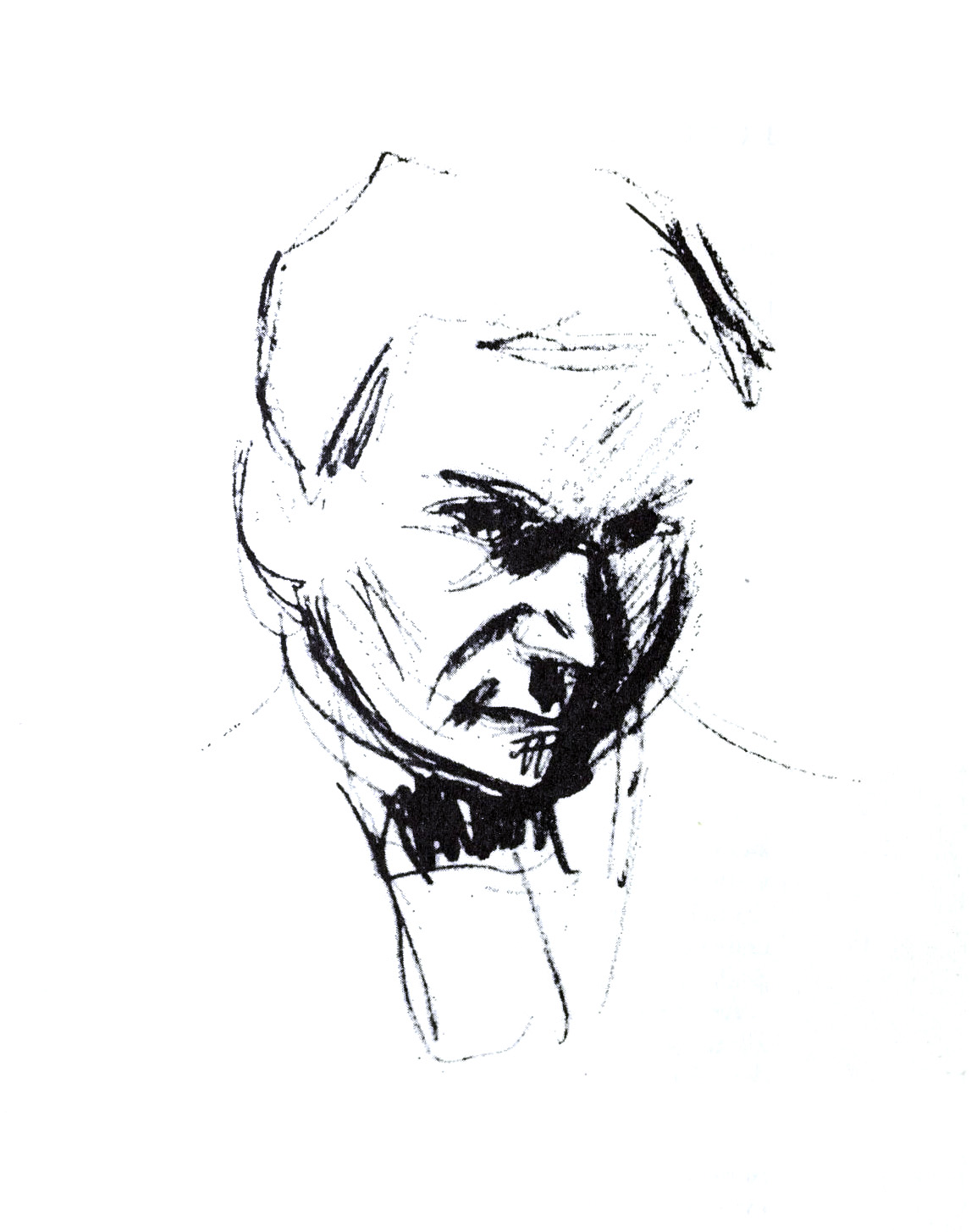
Selbstporträt
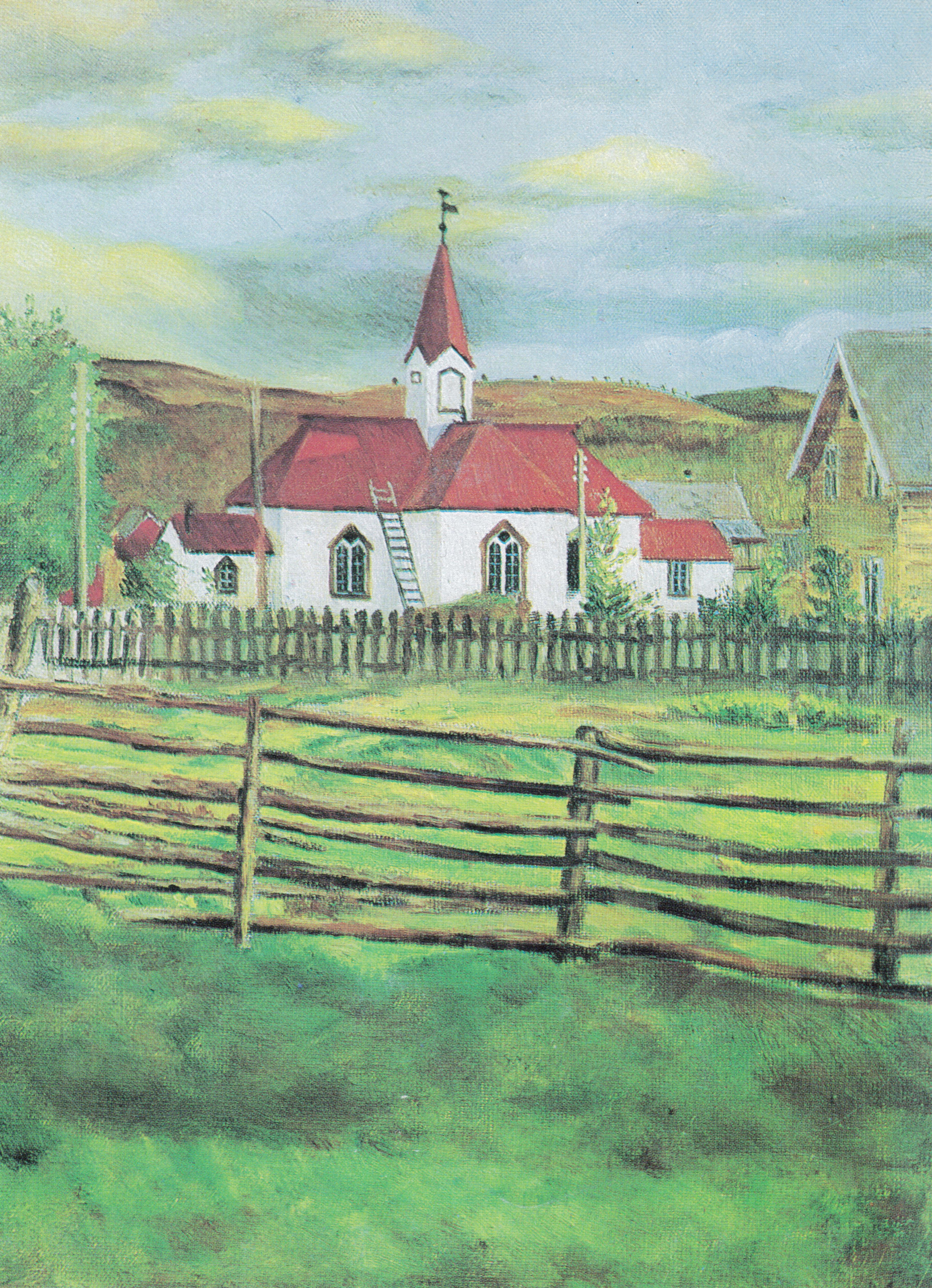
Kirche von Karasjok
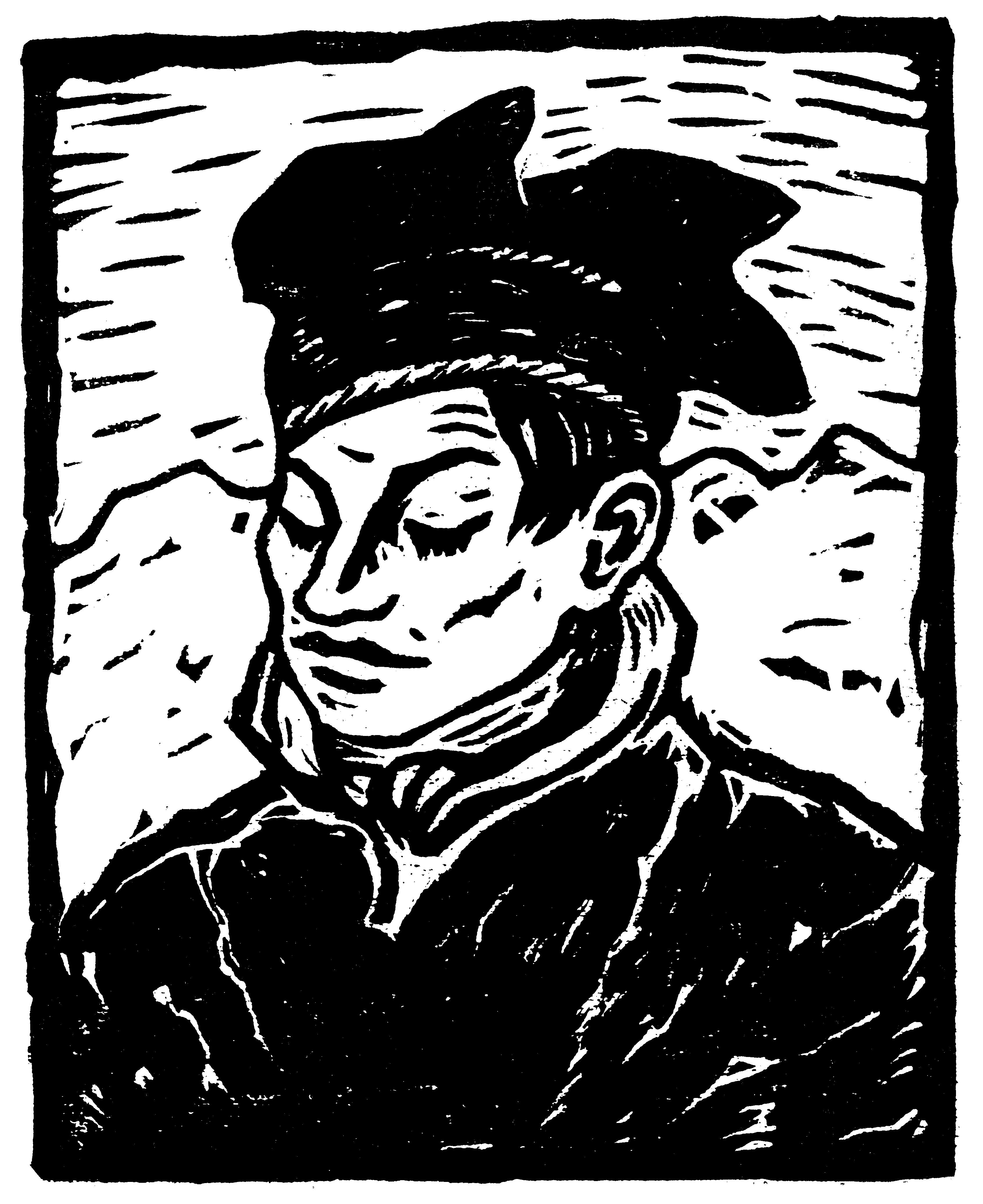
Junge
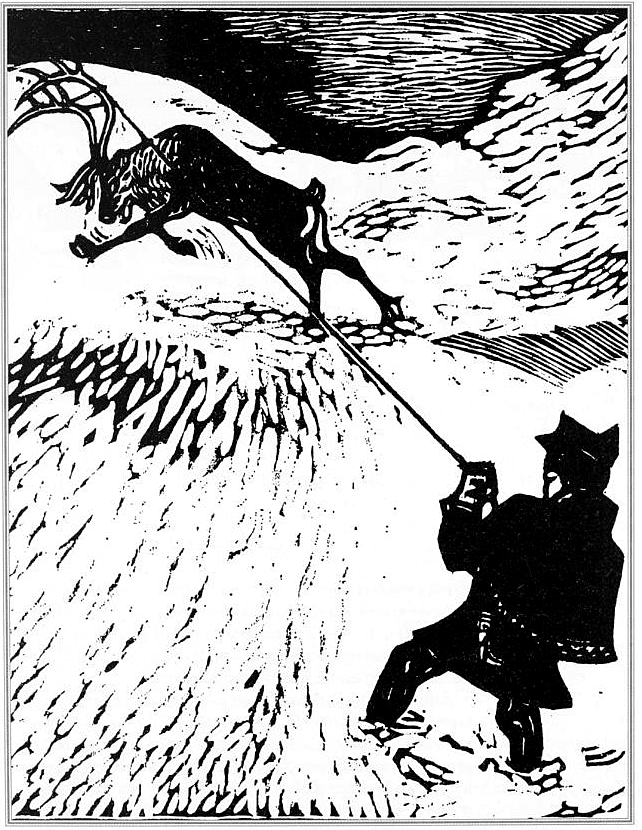
Mann mit Rentier
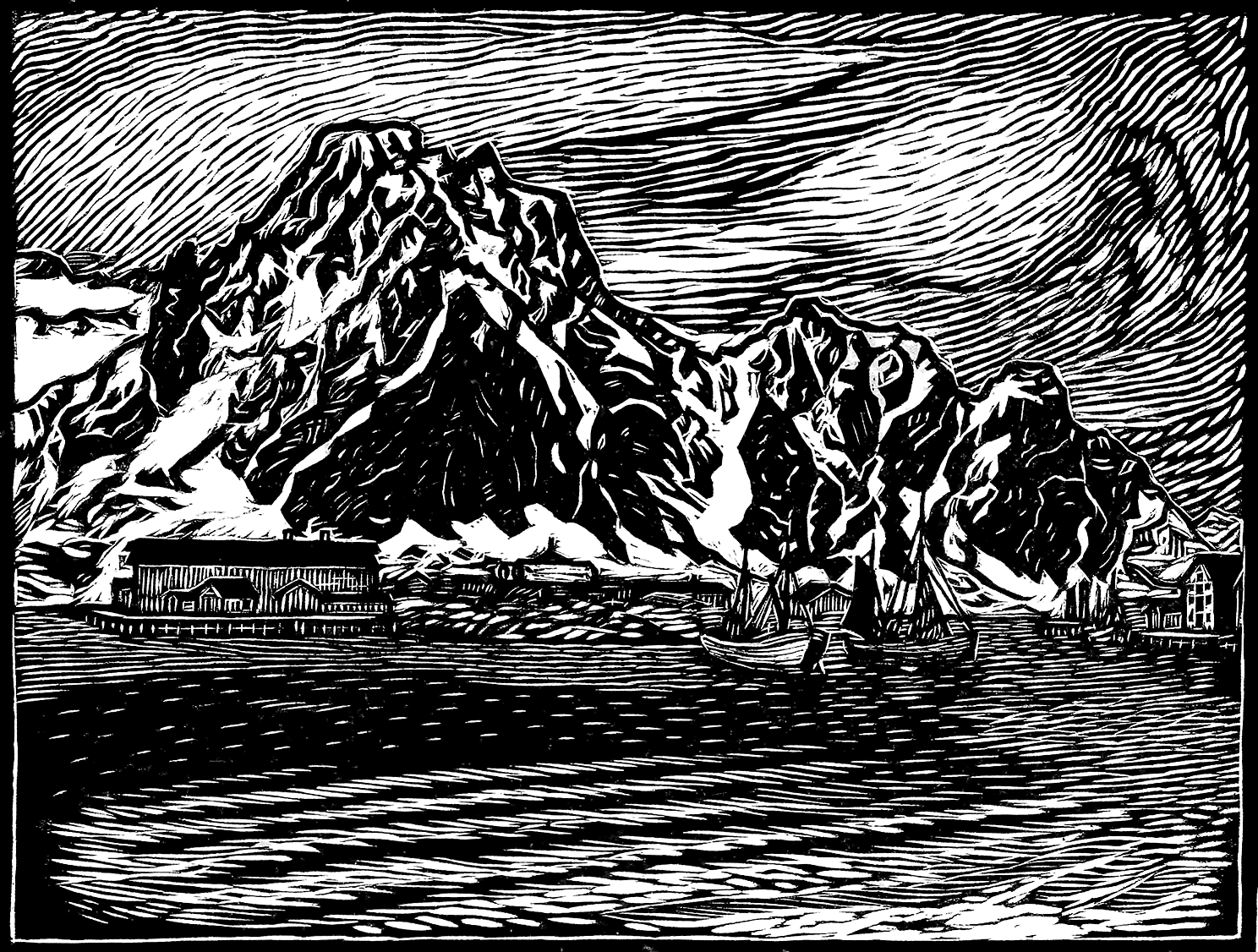
Aus Svolvær
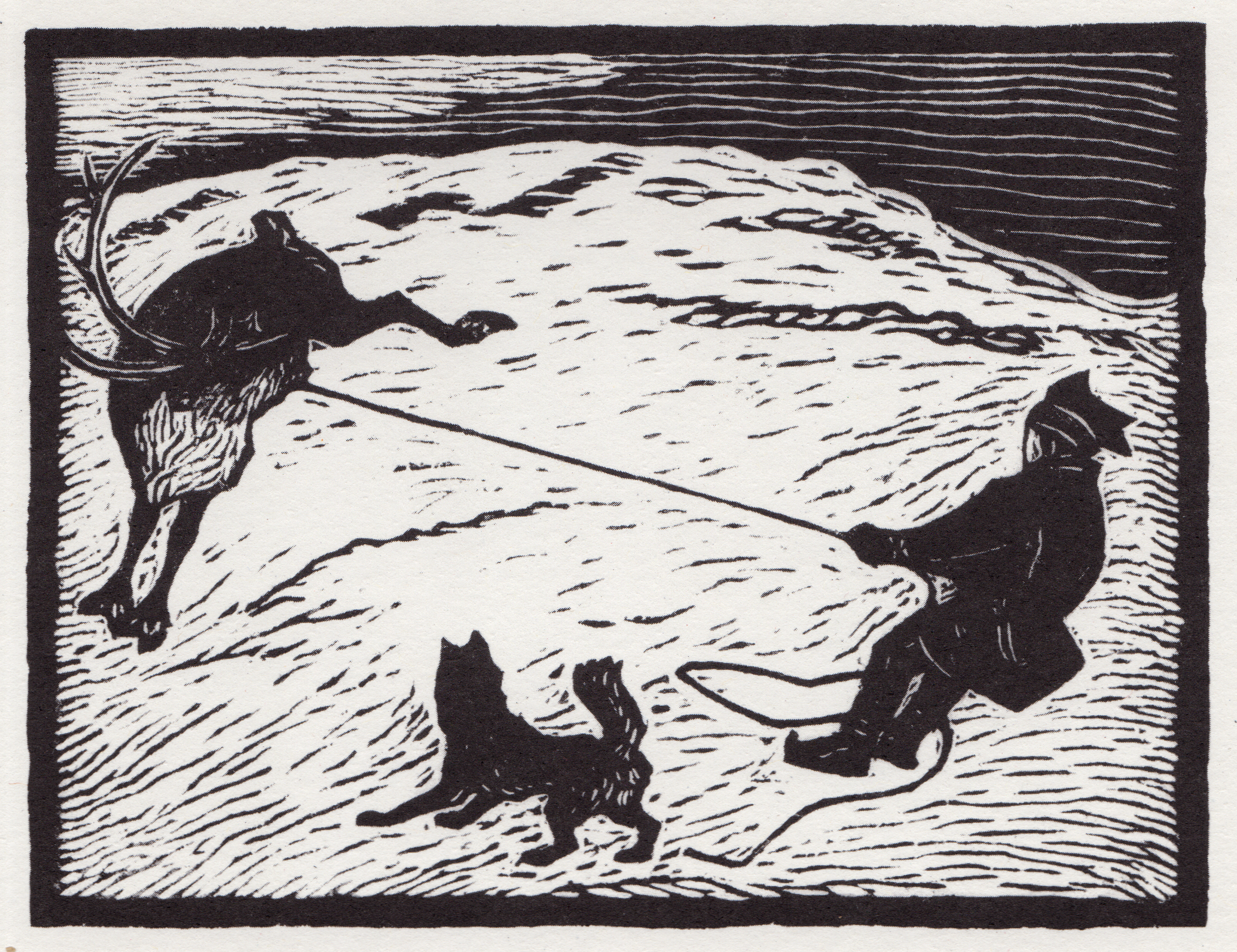
Lasso
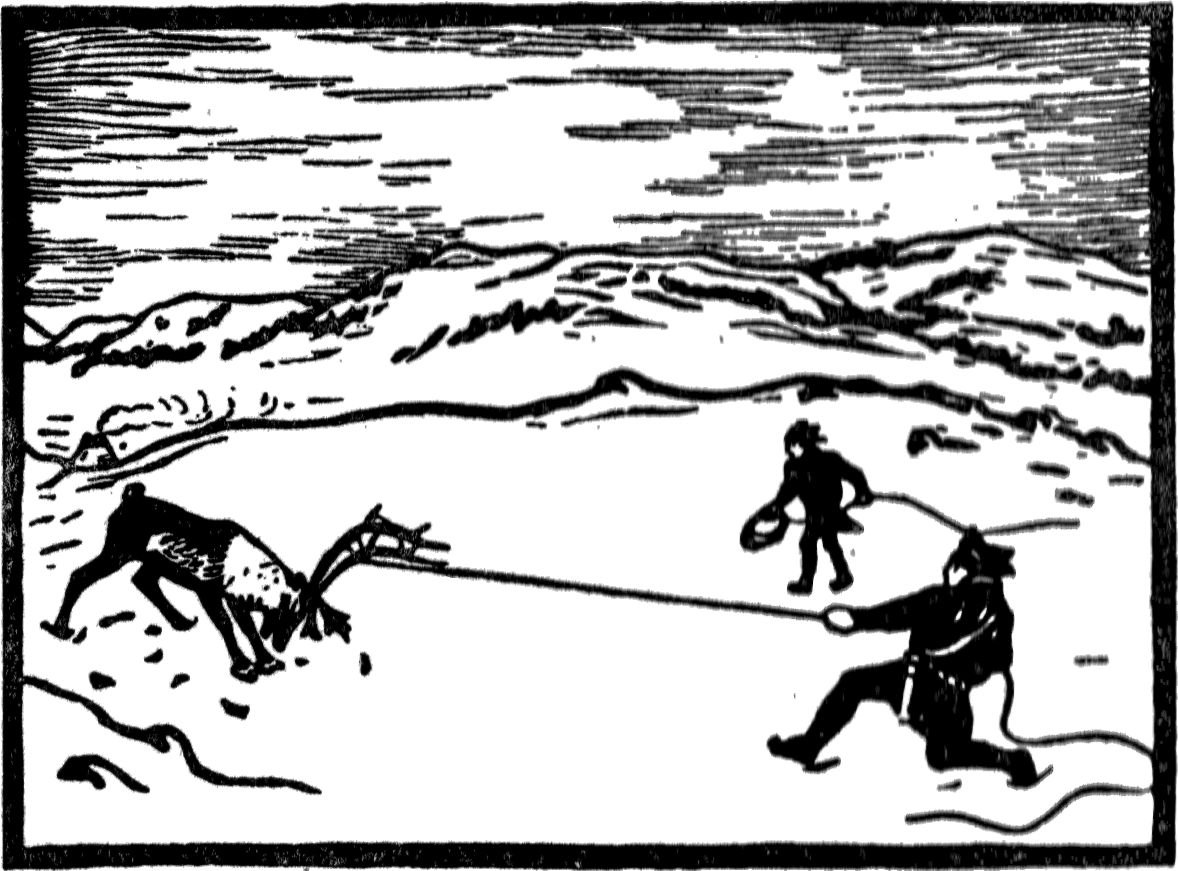
Rentier
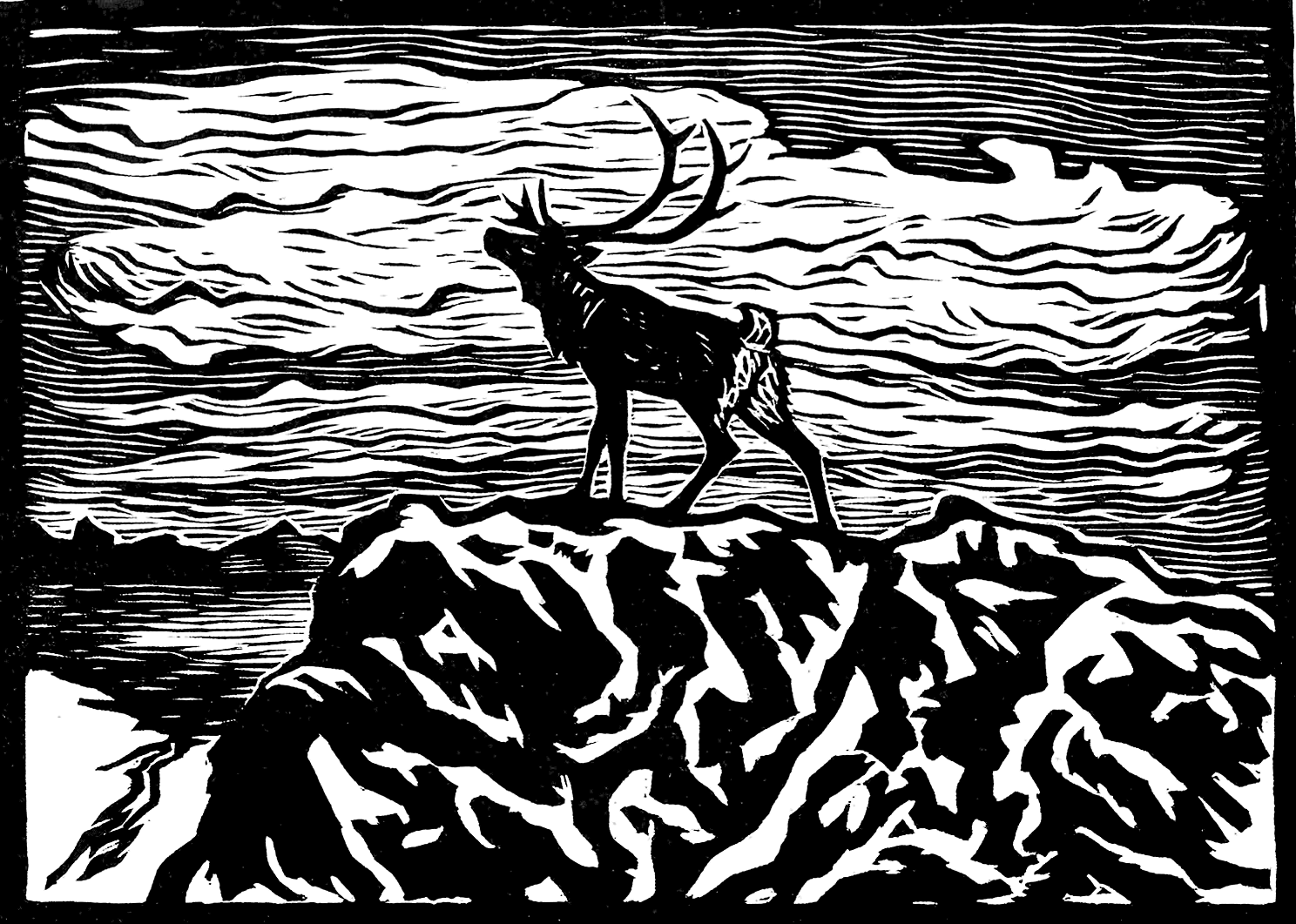
Allein